# 可维持产量

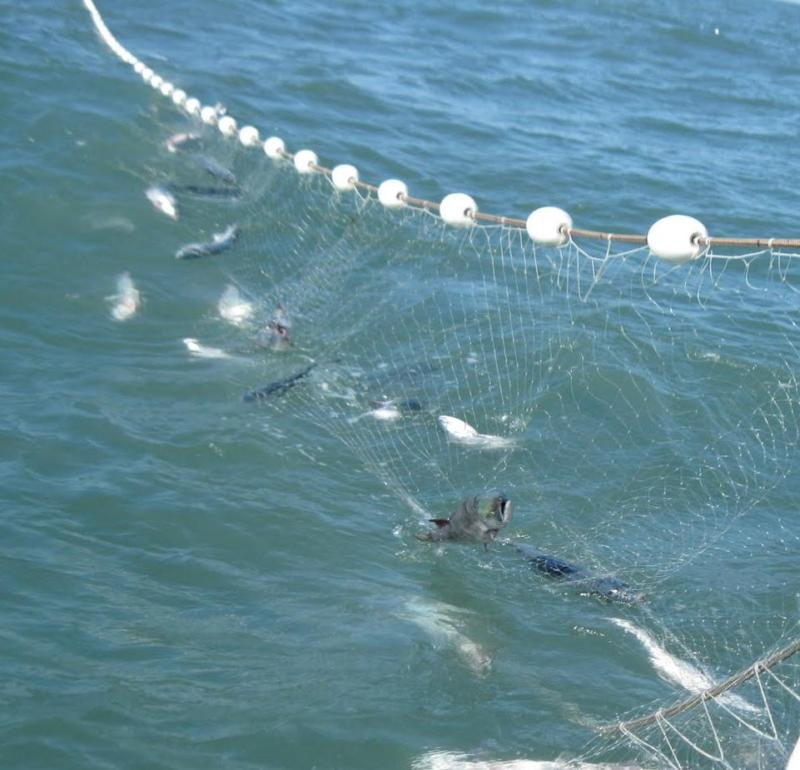
渔业管理利用持续渔获量的概念来确定可以捕捞多少鱼，从而使鱼种群保持可持续。

自然资本的可维持产量是指在不减少自然资本基础本身的情况下能够获取的生态产量，即随着时间的推移，能将生態系統服務维持在相同或增加的水平下所产生的盈余。该术语仅用于真正意义上可再生资源，因为不可再生资源的开采总是会减少自然资本。给定资源的可维持产量通常会随着生态系统维持自身的需要而变化。例如，对于最近遭受了枯萎、洪水或火灾的森林，就需要更多的自身生态产量来维持和重建成为成熟的森林，可维持产量可能就会降低很多。可维持产量一词最常用于林业、渔业和地下水。
可维持产量是可持续森林管理的重要组成部分。在林业中，它是指在不降低种群生产力的情况下可能的最大采伐量。森林可持续产量的理念已从单纯的产出转向包括维持生产能力和维持森林植被的自然更新能力
该概念在漁業管理中也很重要，一般称为持续渔获量。持续渔获量定义为在不减少鱼类资源基础的情况下可捕捞的鱼的数量，最大持续渔获量定义为在给定环境条件下可捕捞的鱼的数量。在渔业中，基本的自然资本或未开发种群必定随着开采而减少，同时生产率提高。因此，持续渔获量在自然资本及其生产能够提供令人满意的产量的范围内。由于每个动态生态环境和其他与渔获无关的因素，都会导致自然资本及其生产率的变化和波动，确定持续渔获量可能非常困难。
用于地下水时，其定义是单位时间内的安全取水量，超过该数量，含水层就有超采甚至枯竭的风险。